# Rouvres-la-Chétive
Rouvres-la-Chétive – miejscowość i gmina we Francji, w regionie Grand Est, w departamencie Wogezy.
Według danych na rok 1990 gminę zamieszkiwało 378 osób, a gęstość zaludnienia wynosiła 33 osób/km² (wśród 2335 gmin Lotaryngii Rouvres-la-Chétive plasuje się na 679. miejscu pod względem liczby ludności, natomiast pod względem powierzchni na miejscu 505.).